# Syntetyzm
Syntetyzm (z gr. sýnthesis ‘zestawienie’ od syn- 'współ-' i thésis ‘położenie; postawienie; twierdzenie’) – nurt w malarstwie zapoczątkowany pod koniec XIX wieku przez Paula Gauguina i kontynuowany przez malarzy skupionych wokół szkoły z Pont-Aven. Polegał na uproszczeniu form i malowaniu płaskimi plamami barwnymi, które często otaczano konturem (cloisonizm). Syntetyzm wpłynął m.in. na sztukę nabistów.
Nazwę wprowadził krytyk sztuki Édouard Dujardin.